# زهیر زرداب
زهیر زرداب (عربی: زهير زرداب؛ زادهٔ ۹ ژانویهٔ ۱۹۸۲) بازیکن فوتبال اهل فرانسه است.
از باشگاه‌هایی که در آن بازی کرده‌است می‌توان به باشگاه فوتبال استاد رنس، باشگاه فوتبال قسنطینه، و باشگاه فوتبال زولته وارخم اشاره کرد.
وی همچنین در تیم ملی فوتبال الجزایر بازی کرده‌است.